# توماس إيراسطوس
توماس إيراسطوس وتُكتب توماس إيراستوس (7 أيلول 1524- 31 كانون أول 1583) هو طبيب وعالم ثيولوجيا عرف بكتاب له نشر بعد موته يدعو إلى أن تتولى الدولة العقاب على الخطابا الدينية، لا الكنيسة، وصارت هذه الفكرة تعرف بمذهب الإراستية نسبة إلى إيراستوس.

## حياته ودراسته
ولد إيراسطوس لأبوين فقيرين في مدينة بادن السويسرية. درس الفنون وعلم اللاهوت في جامعة بازل في سويسرا، ثم انتقل بعد نجاته من وباء في العام 1544 لدراسة الفلسفة والطب في بولونيا.

## الأراستية
نشأ مصطلح الأراستية أو الأرسطوسية بعد عهد هنري الثامن وتعني أن ليس للكنيسة سلطة الطرد الديني لأي من أعضائها، وأنّ هذه الممارسة يجب أن تكون من اختصاص الدولة لا الكنيسة، فلا تقول الكنيسة بالحرمان من المناولة أو التقديس، بل تقوم الدولة بذلك. وصار المصطلح بالاستخدام يعني سيطرة الدولة على الدين، مع أنّ هذا لم يكن هدف الكاتب الأصليّ. وتطوّر هذا الفكر لاحقًا عند مفكرين آخرين مثل غروتيوس في هولندا و جان بودان في فرنسا و جون سلدن في إنجلترا.